# Francisco Pérez de Valladolid
Francisco Pérez de Valladolid (Antequera, c. 1703-Sevilla, 1776) fue un organero español del siglo XVIII.

## Biografía
Su padre fue Baltasar de los Reyes Pérez de Valladolid, un maestro cohetero de Málaga que se casó en Antequera hacia el 1700 con María Francisca Jiménez y Méndez.
En 1707 consta que el matrimonio tenía un hijo mayor, Francisco Tomás, de cuatro años. También tenían una hija, María Teresa de la Cruz, que tenía un año y medio. En ese momento la madre estaba embarazada de otro hermano.
La madre había estado casada previamente con Juan Gamero, con quien había tenido dos hijas: Isabel María y Agustina Josefa.
En 1725 Francisco solicitó a la colegiata de Antequera que le concediese el título de afinador de órganos. Ese mismo año ofreció a la Catedral de Málaga sus servicios para afinar sus órganos. El organero de la Catedral de Málaga era Cristóbal García, pero se encontraba muy ocupado con otros encargos y Francisco Pérez, dada su buena labor, fue escogido para esta tarea de forma interina.
En agosto de 1727 se casó en Antequera con Teresa Antonia del Mas Bellido. Este matrimonio tuvo como hijos a Juan, Ambrosio, Miguel, María Josefa y Agustín.
En 1736 el cabildo catedralicio de Málaga nombró a Francisco Pérez su organero oficial.
En 1747 afirmó ser organero de la Catedral de Palencia. Ese mismo año consta que se encontraba en Sevilla, donde vivió el resto de su vida sin traslados destacables.
En 1749 fue nombrado organero de la Archidiócesis de Sevilla, lo que era un cargo creado solo para él y que no tenía precedentes en España. Debe tenerse en cuenta que, además, la Catedral de Sevilla tenía su propio organero: Juan de Chavarría Murugarren.
Lo que se esperaba del organero de la archidiócesis sevillana era que elaborase presupuestos de restauración de órganos o contratación de órganos nuevos. Esto podía hacerse con documentos breves, pero Francisco Pérez consiguió que fuesen más detallados y que se especificase la disposición del órgano, la fórmula constructiva o la conformación del exterior. También estableció revisiones del trabajo antes de la entrega final.
En 1750 Francisco Pérez tuvo un conflicto con el organero Francisco Ortíguez, que realizaba un órgano para Castaño del Robledo, porque no estaba siguiendo las pautas que él había fijado.
Hacia 1754 Francisco Molina entró a trabajar en el taller de Francisco Pérez. En 1774 Molina decidió marcharse de este taller y trabajar por su cuenta.
En el taller de Francisco Pérez también trabajó su hijo Ambrosio, que se hizo posteriormente clérigo y del cual no se conoce su trayectoria como organero.
Otro que trabajó en el taller fue Lucas Martel, que representó a Francisco Pérez en el proceso de contratación de un órgano para Carmona.
En 1760 Francisco Pérez empezó a definirse como "artista organero", término que fue usado por la generación posterior del oficio. Que no existiese un reconocimiento como maestro en su profesión favorecía el intrusismo, que Pérez intentaba evitar.
Se quedó viudo y, en 1764, se casó en segundas nupcias con Rosa María Gámez y Villalobos.
Su hijo Agustín llegó a ser general de la Orden Hospitalaria de San Juan de Dios en 1787.

## Leyenda
Su legendaria figura le sirvió para ser protagonista del relato Maese Pérez el organista (1861), de Gustavo Adolfo Bécquer.

## Obra
En 1744 el organero Francisco Ortíguez se comprometió a realizar un órgano para la parroquia de Castaño del Robledo. Francisco Pérez de Valladolid se incorporó como solución de urgencia cuando el primero no hubo cumplido con lo prometido, dedicándose a completar y afinar el instrumento y a añadirle cambios en su configuración.
En 1747 realizó un proyecto para un órgano de la Catedral de Jaén. Ese mismo año también realizó un proyecto de órgano para la parroquia de Guillena, escogiéndose finalmente el de Juan de Chavarría.
En 1747 se contrató con él la construcción del órgano del convento de los trinitarios calzados de Sevilla.
En la Colegiata del Salvador de Sevilla realizó cuatro fuelles nuevos para el órgano, en vez de los dos que estaban estipulados por contrato. Se dedicó al mantenimiento del órgano en este templo hasta 1760, cuando fue sustituido por Pedro de León.
En 1750 entregó un órgano para la Iglesia de San Pedro de Sevilla.
En 1750 se encargó restaurar el órgano de la Iglesia de San Juan de Écija a Salvador García. La labor fue revisada por Francisco Pérez, que dio su visto bueno.
A mediados del siglo XVIII realizó labores de reparación del órgano de la Iglesia de Santa María de la Mesa de Utrera.
En 1751 se contrató con él la construcción de un órgano para la Iglesia de San Felipe de Carmona. Este órgano, que aún existía en 1941, actualmente no se conserva.
En 1752 realizó un proyecto de órgano para la parroquia de Cazalla de la Sierra, escogiéndose finalmente el proyecto de Juan de Chavarría.
En 1752 realizó un órgano para la parroquia de Aroche.
En 1752 fue contratado con Francisco Pérez de Valladolid la restauración del órgano de la Iglesia de Santa Ana del barrio de Triana, en Sevilla. El proyecto fue sufriendo modificaciones y terminó por hacer un órgano nuevo. El órgano que puede verse en este templo en la actualidad es obra de Valentín Verdalonga de 1814, aunque conserva la caja preexistente.
Entre 1752 y 1758 realizó el órgano de la Iglesia de Santiago de Carmona.
En 1753 se contrató con Francisco Pérez la construcción del órgano de la Iglesia de Santiago de Utrera, que se conserva, aunque muy modificado en el siglo XIX.
El órgano de la Iglesia de la Asunción de Alcalá del Río fue restaurado en 2011 y se consideró obra de Francisco Pérez de Valladolid de 1757, aunque con ampliaciones posteriores.
En 1760 terminó de construir el órgano de la Iglesia de la Magdalena de Arahal, que ha sufrido varias intervenciones en los siglos XIX y XX.
En 1760 entregó un órgano para la iglesia del convento de monjas del Espíritu Santo de Sevilla.
En 1762 se hizo cargo de la construcción del órgano del monasterio de los jerónimos de Bornos. Posteriormente, este instrumento pasó a la iglesia de Las Cabezas de San Juan, donde se fusionó con otro del siglo XVIII realizado por Antonio Ontín Calvete.
También en 1762 realizó órganos para un convento de carmelitas de Sevilla y para un convento de mercedarios de Jerez de la Frontera.
En 1764 realizó el órgano de la Iglesia de Santa María de la Oliva de Salteras, que fue destruido en el siglo XX.
En 1767 hizo un órgano para La Algaba.
En 1768 se contrató con él la realización de un órgano para Cañete la Real.
En 1770 proyectó la reconstrucción de un órgano para la Iglesia de Santa Cruz de Écija.
En 1772 terminó un órgano para el lado de la epístola de la iglesia del convento de los agustinos de Cádiz, para hacer pareja con otro órgano realizado en 1753 por Francisco y Andrés de Andía.
El 11 de julio de 1774 Francisco Pérez de Valladolid dictaminó que hacía falta un órgano nuevo para la Iglesia de Santiago el Mayor de Écija. Se encargó en 1777 a Francisco de Molina, que seguiría el modelo diseñado por Francisco Pérez. El instrumento fue finalizado el 11 de marzo de 1779.
En 1775 finalizó un órgano para la Iglesia de San Jorge de Alcalá de los Gazules.
También se le han atribuido los órganos de la Iglesia de Santa María la Blanca de Fuentes de Andalucía, el de la Iglesia de San Juan Bautista de Chiclana de la Frontera y el del Convento de Santa Inés de Sevilla.